# Lime Ridge (Wisconsin)
Lime Ridge is een plaats (village) in de Amerikaanse staat Wisconsin, en valt bestuurlijk gezien onder Sauk County.

## Demografie
Bij de volkstelling in 2000 werd het aantal inwoners vastgesteld op 169. In 2006 is het aantal inwoners door het United States Census Bureau geschat op 158, een daling van 11 (-6,5%).

## Geografie
Volgens het United States Census Bureau beslaat de plaats een oppervlakte van 2,6 km², geheel bestaande uit land. Lime Ridge ligt op ongeveer 360 m boven zeeniveau.

## Plaatsen in de nabije omgeving
De onderstaande figuur toont nabijgelegen plaatsen in een straal van 16 km rond Lime Ridge.